# Bernard Billet
Pour les articles homonymes, voir Billet.
Bernard Billet, né le 30 octobre 1944 à La Tronche et mort le 5 octobre 2020 à Nice, est un céiste français.
Il remporte la médaille de bronze en canoë monoplace par équipe aux Championnats du monde de descente 1967 à Augsbourg. Aux Championnats du monde de descente 1975 à Skopje, il est médaillé d'argent en canoë biplace mixte ainsi que médaillé d'or en canoë biplace mixte par équipe. Il obtient la médaille de bronze en canoë biplace mixte aux Championnats du monde de descente 1977 à Spittal.
Il a aussi été Commissaire fédéral international dans l'aéronautique et membre élu pendant de nombreuses années du Comité Régional ULM Sud PACA.
Il est le mari de la céiste Rosine Billet.